# Râul Plescioara, Bâsca Chiojdului
Râul Plescioara este un curs de apă, afluent al râului Bâsca Chiojdului. 